# Aimé Félix Tschiffely
Aimé Felix Tschiffely (Berna, 7 maggio 1895 – Londra, 5 gennaio 1954) è stato uno scrittore svizzero naturalizzato argentino, fu insegnante in Inghilterra e Argentina e avventuriero.
A. F. Tschiffely (come è meglio conosciuto) ha scritto diversi libri, il cui più famoso ed impareggiabile rimane Tschiffely's Ride del 1933 nel quale racconta il suo viaggio in solitario a cavallo dall'Argentina a Washington D.C., un'avventura epica che ancora oggi segna uno dei più grandi viaggi a cavallo di tutti i tempi. 

## Biografia
A.F. Tschiffely era nato nel 1895 da un'antica famiglia svizzera dalla quale ricevette un'educazione diventando insegnante. Avventuriero di natura, a vent'anni lasciò la Svizzera per andare ad insegnare in Inghilterra, ma trovò una nuova passione che gli permise di arrotondare il suo stipendio e divenne un buon pugile. Poi andò a Buenos Aires dove si stabilì per continuare ad insegnare nella più importante scuola internazionale inglese, ma trovando ancora tempo, durante le lunghe vacanze, per cercare nuove avventure in groppa ai cavalli esplorando le pampas circostanti. Si fece molti amici tra gli allevatori e gli avventurieri ed apprese parecchio sui cavalli e sui costumi dei gauchos.
Nel 1925 all'età di trent'anni decise d'intraprendere un viaggio a cavallo da Buenos Aires a New York. A quel tempo la stampa tutta dichiarò la sua contrarietà pubblicando: "Impossibile! Assurdo! L'uomo deve essere matto!" 
La prima pubblicazione del libro Tschiffely's Ride risale al 1933 ed il primo editore fu William Heinemann Ltd di Londra. 
Negli anni trenta il nome di Tschiffely negli Stati Uniti era molto familiare, essendo stato ricevuto dal Presidente Calvin Coolidge ed essendo apparso sulla rivista del National Geographic e questo gli consentì di ricavare dei buoni proventi dalla vendita dei suoi libri divenuti molto popolari.
Il libro è il resoconto del suo sbalorditivo viaggio di oltre 16.000 chilometri a cavallo da Buenos Aires a Washington D.C.. Concepì il suo piano e il 24 aprile del 1925 Tschiffely partì con due cavalli nativi dell'Argentina, di razza criolla, Mancha (Macchia) e Gato (Gatto). Si trattava di cavalli selvaggi del Chubut appartenuti al cacicco tehuelche Liempichum (Io Ho Piume) e forniti dal dottor Emilio Solanet dell'estancia El Cardal. Questi erano i diretti discendenti dei primi cavalli spagnoli importati nel 1535 da Don Pedro de Mendoza, fondatore della città di Buenos Aires, (i primi cavalli importati nel Nuovo Mondo). Questi cavalli erano della migliore razza spagnola (a quel tempo la migliore al mondo) che nelle pampas divennero ferali: i baguales. Erano leggendari per la loro robustezza, intelligenza e resistenza.
Con caparbia determinazione, il trio attraversò le pampas, scalò le Ande della Bolivia, lottò attraverso gli infuocati deserti di sabbia del Perú. I tre, per poter attraversare l'Ecuador, dovettero nuovamente risalire sulle Ande. Nuotarono nei fiumi infestati da alligatori della Colombia, e si aprirono la loro via tra le fitte giungle di Panama. Attraversarono quindi l'America Centrale, prima la Costa Rica e poi El Salvador quindi il Guatemala, paesi devastati da anni di guerre. Giunto poi in Messico, e nonostante qui fosse in corso una rivoluzione, il Governo gli assegnò una scorta armata perché potesse attraversare incolume il paese. A Città del Messico fu ricevuto con gli onori che sono riservati solo ai sovrani ed ai capi di stato. Fu festeggiato con banchetti e spettacoli in suo onore che si protrassero per settimane. Fu ricevuto dall'allora presidente del Messico Plutarco Elías Calles Il suo viaggio è poi proseguito fino a giungere a Washington D.C nell'autunno del 1928 con i suoi due fedeli compagni in perfette condizioni, ed accolti infine trionfalmente a New York il 20 settembre del 1928. L'allora sindaco di New York James Walker lo ricevette in municipio e gli fece dono della New York City Medal. A Washington D.C. fu ricevuto alla Casa Bianca dal Presidente Calvin Coolidge. Sempre a Washington fu invitato dalla National Geographic e tenere una relazione all'auditorium e a scrivere un articolo per la loro prestigiosa rivista. A New York fu portato in trionfo in groppa Mancha da Broadway lungo la Quinta Strada fino al Central Park scortato dalla Polizia a cavallo e più tardi i due cavalli furono esposti per dieci giorni al Madison Square Garden per l'International Horse Show. Per gli argentini e gli svizzeri rappresenta un autentico mito. Questa impresa ha reso famosa la razza del cavallo criollo argentino che da quel momento si è espansa e valorizzata in tutto il continente americano e non solo. Il viaggio si svolse in 504 tappe alla media giornaliera di 46,2 chilometri ed il percorso fu di oltre ventiduemila chilometri.
Dopo la sua "Cavalcata" Tschiffely divenne un famoso autore di successo ed andò a vivere a Londra dove incontrò e sposò la cantante lirica argentina Violeta Hulme. In questa città scrisse altri libri uno dei quali fu Don Roberto (1937), la biografia di un suo grandissimo amico, Robert Bontine Cunninghame Graham, che era morto nel 1936. Nel 1937 Tschiffely ritornò in Sud America dove intraprese un altro lungo viaggio, questa volta in auto. L'auto fu fornita dalla Ford. Il viaggio si svolse in Patagonia. Ne ricaverà il libro This Way Suthward (1940). In quest'occasione Tschiffely si dedica a descrivere le condizioni del clima, del territorio, dei mutamenti che, inevitabilmente, porta il progresso, e narrando i fatti più interessanti, sebbene poco noti, della conquista di quei difficili territori. Un altro suo libro interessante è The tale of two horses; un racconto per ragazzi in cui la "Cavalcata" viene descritta dai due cavalli Mancha e Gato secondo il loro punto di vista. Questo è un compendio a Tschiffely's Ride, perché già abbastanza voluminoso, e, come dice Cunninghame nella prefazione, adatto anche agli adulti che potrebbero apprendere molte cose interessanti.
Fu Tschiffely, infine, che incoraggiò Lucas Bridges, uno dei più grandi esploratori dell'epoca, a scrivere Ultimo confine del mondo e che lo aiutò nella stesura. La prefazione di questo libro è di Tschiffely.
Tschiffely morì nel 1954 per complicazioni dopo un piccolo intervento chirurgico. Dopo la morte le sue ceneri furono portate in Argentina e sparse sulle pampas a Luján.
Nel museo di Lujan una sezione è dedicata a Tschiffely e ai suoi due cavalli.
Dal 1999, su iniziativa della Federazione Nazionale Equestre, in ricordo del loro arrivo trionfale a New York, il 20 settembre in Argentina si commemora El Dia Nacional del Cavallo.
Nel 2004 Marianne du Toit, la viaggiatrice sudafricana, rifece il percorso di Tschiffely, anche lei con due criollos, completando il suo viaggio in 21 mesi.Va precisato, però, che durante il suo viaggio un cavallo morì e che il suo itinerario fu diverso dato che attraversò il Brasile ed il Venezuela.

## Opere
- Tschiffely's Ride in italiano edito  dalla casa editrice Equitare (2013) ISBN 978-8888-266-923
- Round and about Spain (1952) viaggio in Spagna con una motocicletta
- Bohemia Junction (1951) La sua autobiografia di quarant'anni di viaggi e d'avventure ISBN 1-59048-015-5
- The Tale of Two Horses (1949) libro per ragazzi ISBN 1-59048-012-0
- Ming e Pong (1948) libro per ragazzi
- This Way Southward (1945) il viaggio in auto in Patagonia ISBN 1-59048-014-7
- Coricancha: Discovery of Perù and conquest of the Inca Empire (1943)
- Don Roberto: The Life of R.B.Cunninghame Graham (1937) biografia del suo grande amico
- Bridle Paths: The Story of a Ride Trought Rural England (1936) ISBN 1-59048-013-9
- Little Princess Turtle Dove fiaba per bambini
- The Man from Woodpecker Creek (di prossima pubblicazione in Inglese)
- Ultimo confine del mondo in collaborazione con E. Lucas Bridges edito da Einaudi ISBN 978-88-06-19758-2

Ha contribuito inoltre alla stesura del libro: My First Horse (1947)